# Marc Bebi
Marc Bebi (en llatí Marcus Baebius) va ser un magistrat romà. Formava part de la gens Bèbia, una família romana d'origen plebeu.
Va ser un dels tres comissionats romans enviats al Regne de Macedònia l'any 186 aC per investigar els càrrecs aixecats pels maronites i altres contra el rei Filip V de Macedònia.
Altres personatges amb el mateix nom:
- Marc Bebi va ser un romà executat per ordre de Gai Mari i Cinna quan van ocupar Roma el 87 aC. Va morir destrossat per les mans dels soldats de Mari.[2]
- Marc Bebi va ser un militar romà, mort per ordre de Luci Calpurni Pisó a Macedònia l'any 57 aC.[3]